# Raymond Gid
Pour les articles homonymes, voir Gid.
 (décembre 2024).
La mise en forme du texte ne suit pas les recommandations de Wikipédia : il faut le « wikifier ».
Les points d'amélioration suivants sont les cas les plus fréquents. Le détail des points à revoir est peut-être précisé sur la page de discussion.
- Les titres sont pré-formatés par le logiciel. Ils ne sont ni en capitales, ni en gras.
- Le texte ne doit pas être écrit en capitales (les noms de famille non plus), ni en gras, ni en italique, ni en « petit »…
- Le gras n'est utilisé que pour surligner le titre de l'article dans l'introduction, une seule fois.
- L'italique est rarement utilisé : mots en langue étrangère, titres d'œuvres, noms de bateaux, etc.
- Les citations ne sont pas en italique mais en corps de texte normal. Elles sont entourées par des guillemets français : « et ».
- Les listes à puces sont à éviter, des paragraphes rédigés étant largement préférés. Les tableaux sont à réserver à la présentation de données structurées (résultats, etc.).
- Les appels de note de bas de page (petits chiffres en exposant, introduits par l'outil «  Source ») sont à placer entre la fin de phrase et le point final[comme ça].
- Les liens internes (vers d'autres articles de Wikipédia) sont à choisir avec parcimonie. Créez des liens vers des articles approfondissant le sujet. Les termes génériques sans rapport avec le sujet sont à éviter, ainsi que les répétitions de liens vers un même terme.
- Les liens externes sont à placer uniquement dans une section « Liens externes », à la fin de l'article. Ces liens sont à choisir avec parcimonie suivant les règles définies. Si un lien sert de source à l'article, son insertion dans le texte est à faire par les notes de bas de page.
- La présentation des références doit suivre les conventions bibliographiques. Il est recommandé d'utiliser les modèles {{Ouvrage}}, {{Chapitre}}, {{Article}}, {{Lien web}} et/ou {{Bibliographie}}. Le mode d'édition visuel peut mettre en forme automatiquement les références.
- Insérer une infobox (cadre d'informations à droite) n'est pas obligatoire pour parachever la mise en page.

Pour une aide détaillée, merci de consulter Aide:Wikification.
Si vous pensez que ces points ont été résolus, vous pouvez retirer ce bandeau et améliorer la mise en forme d'un autre article.
Raymond Gid, né le 25 novembre 1905 et mort le 12 novembre 2000 à Paris, est un affichiste et typographe français. 

## Biographie
Raymond Gid naît le 25 novembre 1905 à Paris 16e. Il est le fils aîné de Léon Grünberg, ingénieur de l'École centrale, et de Lucie Léon, fille du financier Marc Léon. Ses parents divorcent lorsqu'il a 12 ans.
Il commence dès son adolescence à publier des dessins de caricature dans les journaux, et adopte rapidement le pseudonyme de Gid, nom qu'il adoptera officiellement par décret du 4 avril 1959.

## Parcours
Raymond Gid fait des études d'architecture à l'École des Beaux-Arts, métier qu'il n'exercera jamais. Il se fait ensuite connaitre grâce à ses affiches, dont il en produit de nombreuses pour le cinéma.
Sa rencontre avec Guy Lévis Mano (éditions GLM), éditeur et typographe, lui ouvre un nouveau champ d'action : celui du livre. En 1935, il publie avec le photographe Pierre Jahan le Dévot Christ de Perpignan et, avec la photographe Ylla, Chats (avec une préface de Paul Léautaud) et Chiens. Durant cette période intense, il côtoie Raoul Dufy, Le Corbusier, Paul Colin, ou encore André Lurçat. 
Avec le père Ambroise-Marie Carré, Gid aborde la mise en page de textes liturgiques. Une de ses œuvres majeures, Apocalypse Six, parait après la guerre. C'est un travail sur la lenteur et le découpage du texte composé en Peignot, caractère conçu par Cassandre en 1937. 
Son nom apparaît dans un cahier édité pour le "Gala au profit des architectes prisonniers et déportés" (non daté mais une de ses illustrations porte celle du 17 août 1945 - arch. pers.) pour lequel il recueillit les Strophes de l'absence, de la captivité courts textes d'écrivains et poètes; Gid donna également un dessin pour illustrer d'un passage d'Oscar Wilde (« Mais jamais je n'avais vu un homme fixer aussi intensément le jour »), parmi d'autres artistes dont Marianne Clouzot, Paul Colin, Valentine Hugo, Jean Lambert-Rucki, Touchagues.

## Distinctions
Raymond Gid reçoit la médaille d’or de l’affiche lors de l’Exposition internationale de Paris (1937).
Il reçoit également le Prix National de l'Affiche (1976 et 1979) ainsi que le Prix Maximilien Vox (1984)

## Affiches
Affiches de films (classées suivant l'année de production des films) :
- 1976 : La Ballade de Bruno (Stroszek), Werner Herzog ;
- 1962 : Les Oiseaux (The Birds), Alfred Hitchcock (affiche hommage réalisée en 1979) ;
- 1961 : Léon Morin prêtre, Jean-Pierre Melville ;
- 1960 : La Fille aux yeux d'or, Jean-Gabriel Albicocco ;
- 1959 : La Pyramide humaine, Jean Rouch ;
- 1958 : Les Tripes au soleil, Claude Bernard-Aubert ;
- 1955 : French Cancan, Jean Renoir ;
- 1954 : Les Diaboliques, Henri-Georges Clouzot ;
- 1949 : Le Silence de la mer, Jean-Pierre Melville ;
- 1932 : Unheimliche Geschichten, Richard Oswald.

Affiches publicitaires :
- 1977 : Monnaie de Paris ;
- 1976 : Bally ;
- 1966 : Peintures Valor ;
- 1961 : Club Méditerranée ;
- 1930 : Yoyo Duncan.

Autres réalisations :
- Affiche de manifestation : Raymond Gid ;
- Affiche de personnalité : Hommage à Chaplin.

## Autres productions
Logos de marques :
- 1971 : Crédit Agricole.

Livres :
- 1998 : Typographies ;
- 1992 : Raymond Gid : affichiste et typographe ;
- 1952 : Célébration de la Lettre (éditeur Robert Morel).